# Canossa

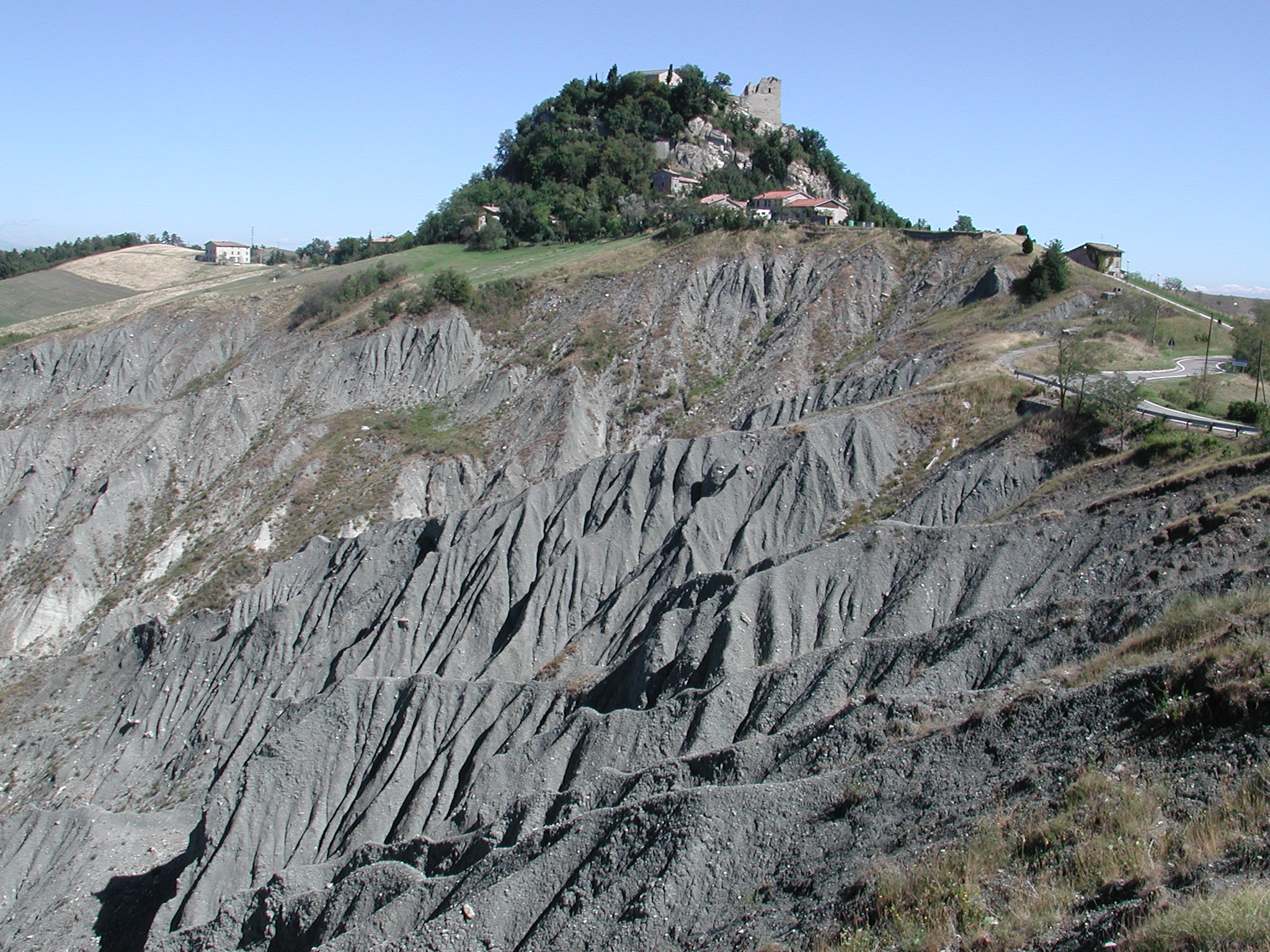
Mỏm đá Canossa.

Canossa (tỉnh Reggio Emilia) là một đô thị ở Emilia-Romagna. Ý. Canossa có dân số 3.376, và giáp với các đô thị Casina, Castelnovo ne' Monti, Neviano degli Arduini (PR), San Polo d'Enza, Traversetolo (PR), Vetto, và Vezzano sul Crostolo.
Lâu đài Canossa được Adalberto Atto xây trước giữa thế kỷ 10 ở khu vực này.

## Cácfrazioni
Albareto, Borzano Chiesa, Borzano di Sopra, Borzano di Sotto, Braglie, Casalino, Cavandola, Ceredolo de' Coppi Nuovo, Ceredolo dei Coppi, Cerezzola, Ciano d'Enza, Compiano, Crognolo, Currada, Dirotte, Fornace, Gazzolo, Iagarone, Massalica, Monchio delle Olle e Trinità, Pietranera, Roncovetro, Rossena, Selva, Selvapiana, Solara, Vedriano, Verlano.